# Diebach (Hammelburg)
Diebach ist ein Gemeindeteil der Stadt Hammelburg im unterfränkischen Landkreis Bad Kissingen in Bayern.

## Geographische Lage
Das Pfarrdorf Diebach liegt 175 m ü. NHN im Talkessel an der Fränkischen Saale, im Nordosten liegt der 326 Meter hohe Sturmiusberg mit dem vorgelagerten Galgenberg, im Südwesten der Römersberg. Dahinter erhebt sich der Sodenberg (506 m), ein erloschener Vulkan mit einer ehemaligen heidnischen Kultstätte. Dort errichtete der Frankenapostel Kilian ein Kreuz.
Die durch Diebach verlaufende Staatsstraße 2293 führt in nordwestlicher Richtung nach Waizenbach (Gemeindeteil von Wartmannsroth) und in südöstlicher Richtung nach Hammelburg. Von der St 2293 biegt in Diebach die Kreisstraße KG 36 nach Morlesau ab. Nordwärts ist Diebach mit Windheim (ebenfalls Gemeindeteil von Wartmannsroth) verbunden. Östlich von Diebach verlaufen in Nord-Süd-Richtung die Bundesstraße 27 und die Bundesautobahn 7.

## Geschichte
Schon vor 3000 Jahren war die fruchtbare Gegend im Saalegrund besiedelt. Davon zeugen Tonscherben und Bronzegegenstände aus der Hallstattzeit, die Anfang des 21. Jahrhunderts in den Hügelgräbern links der Waizenbacher Straße ausgegraben wurden. Seit 2014 weist eine Hinweistafel auf diese Hügelgräber, der Bronze- bis Eisenzeit (1600-400 v. Chr.) hin.
Die Besiedlung des Dorfes geht wahrscheinlich auf die um 530 n. Chr. in das Saaletal vordringenden Franken zurück.
Im Jahre 777 wurde Diebach erstmals urkundlich erwähnt, als Karl der Große sein Besitztum in Hammelburg mit seinen „Zugehörigen“ „Thyupfbah“ (Diebach), „Achynebah“ (Eschenbach) und „Harital“ (Erthal) dem Kloster Fulda unter dessen erstem Abt Sturmius als Schenkung übereignete. Diebach war damals ein Vorwerk von Hammelburg, mit dem es eine wirtschaftliche und militärische Einheit bildete.
Eine weitere Urkunde aus dem Jahre 817 (812?) bezeugt neben der Existenz dreier Mühlen an der Saale bereits eine Kirche, die man am Standort des heutigen Gotteshauses annimmt. Das Kirchengebäude wurde wohl im frühchristlich-romanischen Stil der Karolingerzeit als Steinbau errichtet. Als Kirchenpatron kann man wie bei den meisten Kirchen des Raumes aus dieser Zeit den heiligen Martin annehmen.
Um das Jahr 900 wurden in einem Bestandsbrief des Klosters Fulda als sein Besitz in Diebach weiterhin 20 Güter mit 10 Hörigen, 30 freien Ackerbauern, 60 abgabepflichtigen Hofsassen und 25 zinspflichtigen Knechten genannt. Rechnet man die Familienangehörigen dazu, ist ersichtlich, dass Diebach schon im 10. Jahrhundert ein recht ansehnlicher Ort war.
Im Türkensteuerregister der Fürstabtei Fulda aus 1605 ist der Ort mit den Namen „Dippach“ und „Dieppach“ mit 157 Familien erwähnt.
Am 1. Januar 1972 wurde Diebach in die Stadt Hammelburg eingegliedert.

## Politik

### Wappen
Die offizielle Beschreibung des Wappens lautet: „Gespalten von Rot und Silber; vorne auf silbernem Berg ein senkrechter goldener Abtstab, hinten übereinander drei rote Mühlräder.“
Die Verwendung der Farben Weiß für Silber und Gelb für Gold ist heraldisch keine Abweichung von der offiziellen Wappenbeschreibung. Bei Rot ist das sogenannte fränkische Rot anzunehmen.
Das Diebacher Gemeindewappen wurde erst in der Nachkriegszeit entworfen. Die Farben Rot und Silber leiten sich aus dem fränkischen Wappen ab, dem bekannten Fränkischen Rechen mit seinen drei silbernen Spitzen.
Der Abtstab auf silbernem Berg symbolisiert den Sturmiusberg, benannt nach dem fuldischen Abt Sturmius. Früher war der Rücken des Sturmiusbergs ein einziger Weingarten, heute erstreckt sich dort ein ausgedehntes Wohngebiet.
Die in der hinteren Wappenhälfte stehenden drei Mühlräder erinnern an das für Diebach charakteristische Mühlengewerbe. Schon 812 wurden in einer Urkunde drei Mühlen in Diebach erwähnt. Nach einer 20-jährigen Pause laufen wieder Mühlräder in Diebach, jedoch um die Wasserkraft zur Stromerzeugung zu nutzen und nicht wie früher, das Getreide der Bauern zu mahlen.

## Kultur und Sehenswürdigkeiten

### Wehrkirche mit Gaden
Die Diebacher Kirche St. Georg ist eine im Kern romanische Chorturmanlage, die in den 1960er Jahren um einen östlichen Neubau erweitert wurde. Nach jahrzehntelangen Bemühungen um den Erhalt der die Kirche umgebenden Gaden wurde die Sanierung im Jahr 2003 abgeschlossen. Die Restaurierung der Wehrkirche selbst war im Jahre 2006 beendet.
Die Diebacher Kirchgaden gelten als kulturhistorisch bedeutendes Ensemble. Die Kirchenburg mit dem Hauptgebäude entstand schon in der zweiten Hälfte des 13. Jahrhunderts. Die ältesten Gaden stammen möglicherweise sogar aus dem 15. Jahrhundert. Die Kirchenburg Diebach wurde damals zum Schutz vor kriegerischen Auseinandersetzungen errichtet und wahrscheinlich mehrmals durch vagabundierende Truppen zumindest in Teilen zerstört. Im Zuge des Ausbaus der Staatsstraße in der Ortsdurchfahrt Diebach wurden 1976 straßenseitige Kirchgaden abgebrochen, dafür wurde eine Stützmauer errichtet. Der Mitte der 1960er Jahre durchgeführte Kirchenneubau erforderte bereits die Beseitigung verschiedener Gaden im Bereich der neuen Sakristei, so dass von der Kirchenburg nur noch die Hälfte der Gesamtanlage vorhanden ist. Dank der Initiative der Gadenbesitzer blieb dieser Restbereich erhalten.

### Siebenstämmige Buche

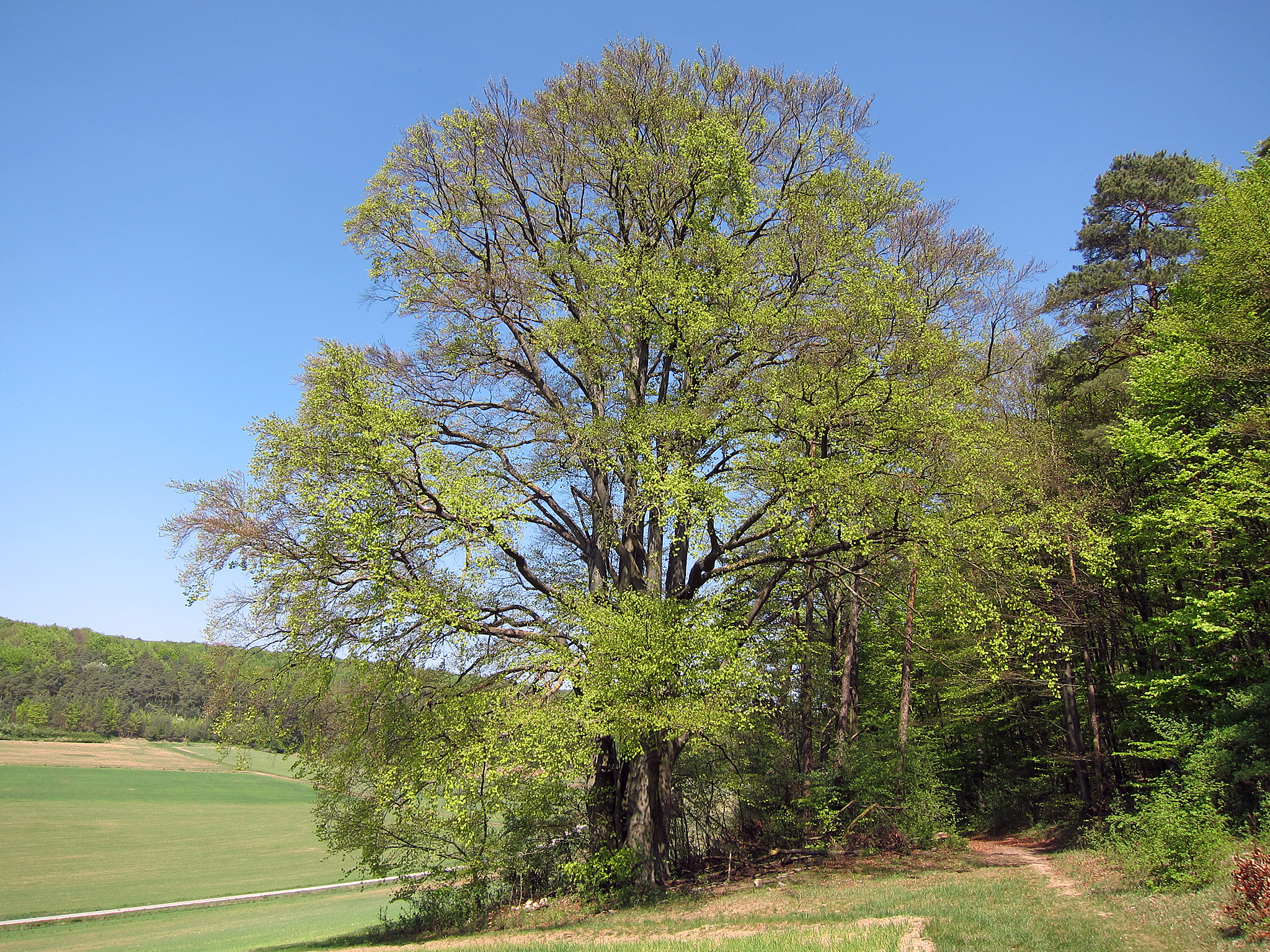
Die siebenstämmige Buche

Am Waldrand in der Nähe von Diebach befindet sich eine siebenstämmige Buche, die seit 1960 als Naturdenkmal ausgewiesen ist.

### Verkehr
Diebach liegt an der Landstraße nach Hammelburg und an der Bahnstrecke Gemünden–Bad Kissingen. Diese wird stündlich, mit einzelnen Taktabweichungen, vom sogenannten Unterfranken-Shuttle der Erfurter Bahn bedient, der Verbindungen nach Bad Kissingen, Hammelburg, Schweinfurt und Gemünden am Main herstellt.